# 托尼亞
托尼亞是土耳其的城鎮，由特拉布宗省負責管轄，位於該國東北部，距離首府特拉布宗40公里，面積264平方公里，海拔高度730米，2011年人口7,310。

## 外部連結
- District governor's official website （页面存档备份，存于） （土耳其文）
- District municipality's official website （页面存档备份，存于） （土耳其文）

40°53′N 39°17′E / 40.883°N 39.283°E